# Сондало
Сондало (на италиански: Sondalo) е град и община в Северна Италия.
Разположен е в Алпите, около река Ада в провинция Сондрио на регион Ломбардия. Той е планински курорт. Има население от 4396 жители по данни от преброяването към 31 май 2007 г.